# خیاری
خیاری، روستایی از توابع بخش مرکزی شهرستان تنگستان استان بوشهر ایران است.

## جمعیت
این روستا در دهستان باغک قرار داشته و بر اساس سرشماری سال ۱۳۸۵ جمعیت آن ۴۳۴نفر (۱۰۷خانوار) بوده‌است.

## زیر مجموعه روستای خیاری
روستای خیاری از چند ده تشکیل شده‌است که عبارتند از مرد آباد- باغگپ – خیاری- کربلائی- هشام بالی- چاگاه-گردویی -اژدهی - محمد جمالی (در حال حاضر غیر مسکونی می‌باشد ولی سرسبزترین ودارای زمین بسیار مناسب برای کشاورزی منطقه خیاری محسوب می‌شود)

## موقعیت
روستای خیاری در فاصله ۱۰کیلومتری شهر اهرم تنگستان و. ۴۰کیلومتری جنوب شرق بوشهر واقع شده‌است و از یک سمت به تپه ماهورها و از سمت دیگه آن زمین‌های دشت وگتکزار قرار گرفته‌است.
راه اصلی بوشهر به نواحی جنوب و جنوب شرقی استان از کنار آن به حدود ۴ کیلومتر ازسمت شمال شرق آن می‌گذرد

## زیست‌بوم
روستای خیاری از گیاهان: کُنار، انجیر، بادام کوهی، مورتلخ، کاسنی، کنکر، توله، و بومادران و از جانوران: گرگ، روباه، کفتار، شغال، (پلنگ، قوچ و میش، که به دلیل شکار بی‌رویه فعلاً وجود ندارند) و پرندگانی چون کبک، تیهو و هوبره، شاهین برخوردار است.

## مهم‌ترین محصول
عمده محصول آن گندم، جو، خرما، مرکّبات و سبزیجات (تره بار) می‌باشد

## همسایگان
روستای انبارک و روستای قباکلکی و روستای گوجه ای و کلم